# Claude Guillon
Claude Guillon, född 17 september 1952 i Paris, död 19 januari 2023, var en fransk författare och filosof. Han var en frihetlig kommunist och försvarade vissa av situationisternas ståndpunkter. Han rönte viss mediamässig uppståndelse och kontrovers i samband med publiceringen av sin bok Suicide, mode d'emploi 1982.